# Yoanna House
Yoanna House, née le 9 avril 1980, est un mannequin américain, gagnante de la saison 2 de America's Next Top Model. Après sa victoire, elle s'est reconvertie en animatrice de télévision.

## Biographie
Yoanna House étudie les relations internationales et l'Asie à l'université du Nord de la Floride. En 2004, alors qu'elle est baby-sitter à Jacksonville, elle gagne la deuxième saison de l'émission America's Next Top Model et commence à être représentée par l'agence de mannequins IMG Models. Elle pose dans un éditorial du magazine Jane (en) et en couverture d'un catalogue de la marque de cosmétiques Sephora.
Elle décide néanmoins de se tourner vers la télévision en commençant par un petit rôle dans un épisode de la série télévisée Eve. Elle commence sa carrière d'animatrice de télévision en 2005, en reprenant la présentation de l'émission The Look for Less (en). Elle prend ensuite la tête de Queen Bees (en) en 2008 avant de devenir chroniqueuse dans les émissions The Tyra Banks Show (en) et First Coast Living.

## Émissions de télévision

### En tant que candidate
- 2004 : America's Next Top Model

### En tant qu'animatrice
- 2005-2006 : The Look for Less (en)
- 2005 : Exposed: 25 Most Notorious Moments of Fashion Week
- 2008 : Queen Bees (en)

## En tant que chroniqueuse
- 2009-2010 à la télévision : The Tyra Banks Show (en)
- Depuis 2014 : First Coast Living

## Filmographie
- 2004 : Eve : Janis